# 科多夫下口鯰
科多夫下口鯰，為輻鰭魚綱鯰形目甲鯰科的其中一種，為溫帶淡水魚，分布於南美洲Bermejo、Dulce、Uno、Secundo河及巴拉那河中游流域，體長可達18.8公分，棲息在底層水域，生活習性不明。

## 扩展阅读
維基物種上的相關：科多夫下口鯰